# Turó d'Aquença
El Turó d'Aquença és una muntanya de 375 metres que es troba al municipi d'Òrrius, a la comarca del Maresme.